# 藤原菜々花
藤原 菜々花（ふじわら ななか、1997年7月3日 - ）は、ラジオNIKKEIのアナウンサー。神奈川県出身。

## 来歴
横浜英和学院横浜英和女学院中学高等学校（現：青山学院横浜英和中学校・高等学校）、立教大学文学部卒業。大学時代は放送研究会に所属し、東京湾納涼船のキャンパスDJや、湘南ビーチFMの番組『JJ.FRIDAY イケブクロ』の学生DJなどを務めた。
大学卒業後の2020年、ラジオNIKKEIに入社。
2021年1月10日からは、自身初の冠番組『ななかもしか発見伝!』の放送が開始される。
2024年1月8日の『中央競馬実況中継』において、中山競馬第1レースの番組内実況を担当し、実況アナウンサーとしてデビュー。その後、同年3月3日の中山競馬第3レースにて場内（JRA公式）実況を初めて担当した。ラジオNIKKEIにおいて女性が競馬実況を担当するのはこれが初めてのことであった。

## 人物
- 愛称は「ななかもしか」。走っている姿がカモシカに似ているという理由で中学生の頃に名づけられた[8]。
- 中学・高校時代は放送部と合唱部を兼部していた。合唱部では1時間の筋トレ、放送部では200回の腹筋とラダートレーニングを行っており、体力には自信があると語っている[8]。
- 大学時代には、地元のパン屋でのアルバイトもしていた[8]。
- 大学在学中にアナウンススクールテレビ朝日アスクに通っていた[9]。
- アナウンサーを志したのは中学生の頃で、大学時代の就職活動の際にもアナウンサー職のみ受験した。全国各地の放送局をエントリーしたが、約40社から不採用となり「先が見えない不安でいっぱいになった」と語っている[10]。しかし、ラジオNIKKEIでは面接のマイクテストで披露した架空実況に対する積極的な姿勢が評価され、内定を勝ち取った[11]。面接官を務めた中野雷太は、藤原の「私、もし競馬実況ができたら、すごくかっこいいなと思ったんです」という言葉に心を動かされたと語っている[11]。
- 日向坂46のファンであり、好きな曲には「青春の馬」を挙げている。「箱推し」であるが、特に好きなメンバーには上村ひなのと影山優佳の名前を挙げている[1]。

### フィギュアスケートに関するエピソード
母親の影響で、幼い頃からフィギュアスケートのファンであり、特に好きな選手には羽生結弦、宮原知子、樋口新葉、町田樹の名前を挙げている。なかでも羽生に関しては「人生のバイブル」と語っており、2014年中国杯や2018年平昌オリンピックで見せた「あきらめない強さ」を就職活動の際にも心のよりどころとしていたという。
かねてから「アナウンサーになったら、いつかフィギュアに関連した番組をやってみたい」という夢を抱いていた中、同期入社のディレクターとの会話がきっかけで、『こだわりセットリスト』で羽生の歴代プログラムをノンストップで放送する企画を行うことになり、2022年4月12日に自身のTwitterにおいてリクエストを募集したところ、世界各地から約2000通ものメールが届いた。その後、同年5月5日に『こだわりセットリスト特別編〜羽生結弦選手特集』として放送すると、大きな反響を受け、『スポーツニッポン』『Number Web』『JB press』などの記事でも取り上げられた。同特集は第3弾まで続き、2023年10月には『こだわり羽生結弦セットリスト』としてレギュラー化された。

### 競馬に関するエピソード
前述の通り、入社時から競馬実況アナウンサーになることを目標としていたが、当初は競馬に関する知識がまったくなく、「先輩たちが何を話しているのか分からない状態からのスタートだった」と語っている。しかし、入社直後の2020年に牡馬クラシック三冠を成し遂げたコントレイルに魅了され、本格的に競馬に興味を持ち始めた。
入社後は競馬場のビギナーズセミナーに参加するなどして徐々に知識を深め、2021年1月23日の『中央競馬実況中継』において、パドック中継の進行役としてデビュー。以降はトレーニングセンターでの取材などをこなすかたわら、実況練習を開始。2024年1月に実況デビューを通達され、1月8日の中山第1レースの番組内実況を担当した。自身の実況について、「私に男性のような迫力は絶対出せないと思っていて。でも、走っているときの爽快感を出すことや、華やかさを伝えることはできるんじゃないかなと」と語っており、当面の目標として「牝馬のGIを実況」することを挙げている。

## 担当番組
- 日経電子版NEWS
- 中央競馬実況中継
- うまきんIII
- 競馬が好きだ!(不定期出演)
- ななかもしか発見伝!
- こだわりセットリスト 特別編羽生結弦選手特集
- こだわり羽生結弦セットリスト
- 開局70周年記念特別番組 「ラブ研究所」
- Music Voyage Anthology〜DJななかもしか降臨!　日向坂46特集